# Diocèse d'Ambikapur
Le Diocèse d'Ambikapur (Dioecesis Ambikapurensis) est une circonscription ecclésiastique de l'Église catholique en Inde, dont le siège est à Ambikapur au Chhattisgarh. Érigé en 1977 à partir d’une mission jésuite (Raigarh-Ambikapur) il couvre les districts septentrionaux de l’état de Chattisgarh en Inde centrale, une région habitée principalement par des groupes indigènes du Chotanagpur. Depuis 2021 il est dirigé par Mgr Antonis Bara. Le diocèse est suffragant de l’archidiocèse de Raipur.

## Ordinaires
- Philip Ekka, S.J., du 10 novembre 1977 au 20 octobre 1984
- Paschal Topno, S.J.,  du 28 octobre 1985 au 20 mai 1994
- Patras Minj, S.J., du 5 juillet 1996 au 22 décembre 2021[1]
- Antonis Bara, depuis le 22 décembre 2021

## Territoire
Le diocèse comprend les districts de Balrampur-Ramanujgang,  de Koriya, de Surajpur et de Surguja au Chhattisgarh. Le siège épiscopal se trouve en la Cathédrale de l'Immaculée Mère de Dieu, à Ambikapur.